# Stanislav Cvek
Stanislav Cvek, slovenski inženir gozdarstva, * 20. december 1915, Borovlje, † 11. december 1959, Ljubljana.
Po diplomi na zagrebški Gozdarski fakulteti (1940) je delal na področju gojenja gozdov in fitocenologije. Preučeval in kartiral je gozdno vegetacijo na Slovenskem in bil med prvimi, ki je tu uvajal fitocenološke izsledke v gozdnogospodarsko načrtovanje.